# 데니스 마시나
데니스 유키 음세보 마시나(Dennis Yuki Mcebo Masina, 1982년 5월 29일 ~ )은 에스와티니의 전 축구 선수이다.